# Claus Czycholl
Claus Czycholl (* 1943; † 1. März 2024 in Hamburg) war ein deutscher Randonneur (Radfahrer) und bedeutender Wegbereiter der Langstreckenradfahrbewegung in Deutschland. Er gründete die Audax Randonneurs Allemagne (ARA) und war maßgeblich an der Verbreitung des Brevet-Fahrens in Deutschland beteiligt.

## Leben und Wirken
Claus Czycholl war verheiratet und hatte einen Sohn. Er war Sozialpädagoge.
In Norwegen kam er 1987 mit dem Langstreckenradfahren in Berührung und erfuhr von der traditionsreichen französischen Veranstaltung Paris–Brest–Paris (Brevet) (PBP). Da es in Deutschland kaum Informationen dazu gab, nahm er 1989 Kontakt zu den "Randonneurs Mondiaux" in Frankreich auf und vernetzte sich mit skandinavischen PBP-Veteranen.
1991 nahm Czycholl als einer der ersten Deutschen an PBP teil. Ein Jahr später, 1992, gründete er die Audax Randonneurs Allemagne (ARA) in Hamburg, um das Brevet-Fahren in Deutschland zu etablieren.
Von 1992 bis 2022 organisierte Czycholl die Brevets in Hamburg, die als Qualifizierung für PBP anerkannt wurden.
Zudem initiierte er 2005 die erste Flèche Allemagne – eine ca. alle zwei Jahre stattfindende Sternfahrt zur Wartburg nach Eisenach.
Dank seines Engagements verbreitete sich die Bewegung, und es entstanden weitere regionale Gruppen in  ganz Deutschland.

## Sportliche Leistungen

### Styrkeprøven
Czycholl fuhr nach eigenen Angaben acht Mal die RTF Styrkeprøven (540 km von Trondheim nach Oslo).
1987 erfuhr er dabei von "Paris Brest Paris", was sein Engagement für das Langstreckenfahren in Deutschland auslöste.

### Paris Brest Paris
Claus Czycholl nahm insgesamt sieben Mal an Paris–Brest–Paris (Brevet) teil (gut 1200 km). Zuletzt 2019 im Alter von 72 Jahren.

## Mediale Erwähnungen
- Bereits 1995 widmete die TAZ Czycholl einen Artikel in der Serie „Grenzgänger“ unter dem Titel "Radeln bis zum Umfallen".[6]
- Im Dokumentarfilm "Brevet" (2016) wurde Czycholl als einer der Protagonisten porträtiert. Der Film begleitet Langstreckenradfahrer bei ihren Herausforderungen und gibt Einblicke in ihre Motivation.
- Im Jahr 2015 war Czycholl in "Sportclub Story : Vier Sonnenaufgänge bis Paris" zu sehen, in der er über seine Erfahrungen als Randonneur berichtete.[7]

## Posthume Anerkennung
- Die Flèche Allemagne 2024, an der über 240 Langstreckenfahrer teilnahmen, wurde Czycholl gewidmet.[8]